# Сантос Ільдебрандо Рівас Гарсія
Сантос Ільдебрандо Рівас Гарсія — (ісп. Santos Ildebrando Rivas Garcia; нар. 17 серпня 1911 — 17 квітня 2023, Сан-Пабло-Такачико) — сальвадорський довгожитель вік якого підтверджений Групою LongeviQuest (LQ). Він був 3-м найстарішим живим чоловіком у світі після Хуана Вісенте Перес Мора та Еусебіо Кінтеро Лопес, також він вважається найстарішим коли небудь у Сальвадорі, чий вік був підтверджений. Його вік на момент смерті становив 111 років 243 дня.

## Біографія
Сантос Ільдебрандо Рівас Гарсія народився 17 серпня 1911 року в сім'ї Катаріно Рівас та Марії Інес Гарсія,Чалатенанго, Сальвадор. У нього було 2 братів та сестер, його назвали на честь його старшого брата, Сантоса Ріваса Гарсія (народився в 1909 році), який помер дитиною в 1910 році, а його батько був родом з Іспанії.
20 травня 1933 року одружився з Розаліною Алас, у них було 13 дітей, у нього було ще 2 дітей від першого шлюбу.
З 1934 по 1956 році працював у національній поштовій службі Сальвадора.
17 серпня 2021 року Рівас відсвяткував своє 110-річчя і став першим підтвердженим хто досяг такого віку в Сальвадорі.
У 2022 році пережив своїх двох дітей вони померли у віці 82 і 86 років.
Помер 17 квітня 2023 року в Сан-Пабло-Такачіко, Ла-Лібертад, Сальвадор, у віці 111 років, 243 дня.

## Рекорди довгожителя
- 17 серпня 2021 року Сантос Ільдебрандо Рівас Гарсія відсвяткував своє 110-річчя і став першою підтвердженою людиною у Сальвадорі хто відсвяткував такий вік.
- 17 серпня 2022 року Сантос Ільдебрандо Рівас Гарсія відсвяткував своє 111-річчя і став першою підтвердженою людиною у Сальвадорі хто відсвяткував такий вік.